# My Kind of Blues
Albums de B.B. King
Sings Spirituals
(1960) Blues For Me
(1961)
My Kind of Blues est le sixième album studio du chanteur et guitariste américain de blues B.B. King, sorti en 1961.

## L'album

### Titres
Tous les titres sont de Riley King et Jules Taub, sauf mentions.

### Face 1
1. You Done Lost Your Good Thing Now (B. B. King, Joe Josea) - 5:15
2. Mr. Pawnbroker - 3:16
3. Understand (Cecil Gant) - 2:39
4. Someday Baby (Lightnin' Hopkins) - 2:54
5. Driving Wheel (Roosevelt Sykes) - 2:52

### Face 2
1. Walking Dr. Bill (Doctor Clayton) - 3:41
2. My Own Fault (King) - 3:34
3. Fishin' After Me (Robert Petway) - 2:29
4. Hold That Train (Clayton) - 3:58
5. Please Set the Date (Minnie McCoy) - 2:49

### Bonus de la réédition remastérisée de 2003
1. Sunny Road (Sykes) - 2:57
2. Running Wild - 2:19
3. Blues at Sunrise (Ivory Joe Hunter) - 3:00
4. Drifting Blues (Charles Brown, Eddie Williams, Johnny Moore) - 3:15
5. Somebody Done Changed the Lock on My Door (Casey Bill Weldon) - 2:46
6. Look the World Over (Ernest Lawlars) - 3:23
7. Walking Dr. Bill (Clayton) - 3:44
8. Hold That Train (Clayton) - 5:05

### Musiciens
- B.B. King : guitare, chant
- Lloyd Glenn : piano
- Ralph Hamilton : basse
- Jessie Sailes : batterie